# Беатриса де Вермандуа
Беатриса де Вермандуа (около 880 — после 26 марта 931) — королева Западно-Франкского королевства, дочь графа де Вермандуа Герберта I, внучка Пипина I.
В 895 году стала женой Роберта I, графа Парижа, маркиза Нейстрии, который в 922 году стал правителем Западно-Франкского королевства.
Муж: (с 895 года) Роберт I (около 865 — 15 июня 923), граф Парижа, маркиз Нейстрии, с 922 года — правитель Западно-Франкского королевства. Имели трёх детей:
- Эмма Французская (около 894—934); муж: (с 921 года) Рауль I Бургундский (около 890 — 15 января 936), герцог Бургундии, с 923 года — король Франции.
- Гуго Великий (около 897 — 16 июня 956), с 922 года — герцог Франции.
- Ришильда